# Die Zeitmaschine (1960)
Die Zeitmaschine ist ein Science-Fiction-Spielfilm des Regisseurs George Pal aus dem Jahr 1960. Er basiert auf dem gleichnamigen Roman von H. G. Wells aus dem Jahre 1895.

## Handlung
Am Silvesterabend des Jahres 1899 eröffnet der Wissenschaftler George seinen Freunden, die bei ihm zu Gast sind, dass er eine Zeitmaschine erfunden habe. Als diese ungläubig reagieren, lässt er vor ihren Augen ein verkleinertes Modell seiner Maschine in die Zukunft reisen, was seine Gäste jedoch als Trick abtun. Einer der Anwesenden, Filby, warnt George davor, zu viel zu wagen.
Nachdem seine Besucher ihn verlassen haben, geht George in das Laboratorium seines Hauses und begibt sich in seiner Zeitmaschine auf eine Zeitreise in die Zukunft. Bei seinen Zwischenstopps in den Jahren 1917 und 1940 erlebt er die Weltkriege, 1966 gar einen Atomkrieg, und lernt Filbys Sohn kennen, der George mitteilt, dass Filby 1916 im Krieg gefallen sei. Er reist weiter und beschleunigt, Gebäude und ganze Städte zergehen ein ums andere Mal zu Staub. Die Zeitmaschine selbst bleibt dabei immer an ein und demselben Ort, verändert also nicht ihre Position. Als er eine einladende Umwelt erkennt, bremst er und hält schließlich am 12. Oktober 802.701, wo er beim Aussteigen aus seiner Maschine eine paradiesisch anmutende Landschaft vorfindet. Eine Gruppe Menschen sitzt am Flussufer und isst Früchte. Als ein Mädchen im Fluss zu ertrinken droht und niemand eingreift, rettet George es. Es stellt sich daraufhin als Weena vor. Anschließend versucht George, mit den apathisch reagierenden Bewohnern des Gartens, den Eloi, ins Gespräch zu kommen. Einer der jungen Leute führt George schließlich in eine Bibliothek, wo George allerdings zu seiner Bestürzung feststellen muss, dass die Bücher zu Staub zerfallen sind und sämtliches Wissen der Menschheit verloren gegangen ist.
George will schließlich zu seiner Maschine zurückkehren, muss aber feststellen, dass sie verschwunden ist. Die Spuren, die ihre Kufen im Boden hinterlassen haben, führen in ein tempelartiges Gebäude, gekrönt von einer Art Sphinx. George versucht in das Gebäude einzudringen, scheitert jedoch an den schweren, verschlossenen Toren. Weena erzählt ihm, dass die Morlocks die Maschine in das Gebäude gebracht haben. Am nächsten Tag führt sie ihm sprechende Ringe vor, eine Art futuristischer Tonträger, von denen George erfährt, dass die Erde nach einem über 300 Jahre währenden Krieg bakteriell verseucht war und die menschliche Zivilisation sich in zwei Gruppen, die Eloi im Sonnenlicht und die Morlocks unter der Oberfläche, gespalten hat.
Plötzlich ertönt eine Alarmsirene, woraufhin Weena mit den anderen Eloi wie hypnotisiert in das Gebäude läuft. George schafft es, durch einen Luftschacht in die unterirdische Anlage einzudringen. Er findet dort riesige Maschinen sowie Skelette der von den Morlocks verspeisten Eloi vor. Als er Weena mitnehmen will und von der Peitsche eines Morlock getroffen wird, bedroht er die menschenfressenden Morlocks mit einer Fackel. Es entwickelt sich ein Handgemenge zwischen George und einigen Morlocks, in das nach einigem Zögern schließlich auch die Eloi eingreifen. Nachdem mehrere Morlocks getötet worden sind, fliehen George und die Eloi durch einen Abluftschacht. Bei der Flucht entzündet George mit seiner Fackel eine Flüssigkeit an der Wand, woraufhin sich ein Feuer in der gesamten unterirdischen Anlage entwickelt. An der Erdoberfläche angekommen, werfen die Eloi trockenes Holz in die Luftschächte, um das Feuer weiter anzufachen und die Morlocks zu töten. Daraufhin explodiert die unterirdische Anlage.
Später findet George seine Maschine in den brennenden Überresten der Morlock-Anlage wieder. Als ihn überlebende Morlocks angreifen, kann er die Maschine gerade noch in Gang setzen. Als er in seine Zeit zurückgekehrt ist und seinen Freunden von seinen Erlebnissen berichtet, begegnet er Unglauben. George zeigt dem Botaniker Filby eine Blume, die er von Weena als Geschenk erhalten hat. Die Blumengattung ist Filby jedoch unbekannt. Als die Gäste gegangen sind, Filby aber wieder zu George zurückkehrt, muss er feststellen, dass George erneut in die Zukunft gereist ist. Dazu hat er die Zeitmaschine an ihren ursprünglichen Standort zurückgeschoben und drei Bücher aus der Bibliothek mitgenommen, um in der Zukunft zusammen mit Weena eine neue Welt für die Eloi zu erschaffen. Filby und die Haushälterin können nicht mehr feststellen, um welche Bücher es sich handelt.

## Hintergrund
| Figur                   | Darsteller      | Deutscher Sprecher |
| ----------------------- | --------------- | ------------------ |
| George                  | Rod Taylor      | Peer Schmidt       |
| Weena                   | Yvette Mimieux  | Sabine Eggerth     |
| David Filby/James Filby | Alan Young      | Alfred Balthoff    |
| Dr. Philip Hillyer      | Sebastian Cabot | Curt Ackermann     |
| Anthony Bridewell       | Tom Helmore     | Kurt Waitzmann     |
| Walter Kemp             | Whit Bissell    | Peter Schiff       |

Der Film wurde in Culver City in Kalifornien in den Filmstudios von Metro-Goldwyn-Mayer gedreht. Die Dreharbeiten begannen am 25. Mai 1959 und endeten am 30. Juni 1960. Das Budget des Films wird auf 750.000 US-Dollar geschätzt. Die Zeitmaschine war am 17. August 1960 in den USA erstmals zu sehen. In Deutschland feierte er seine Premiere am 2. September 1960. Die deutsche Synchronisation wurde vom MGM Synchronisations-Atelier in Berlin erstellt.
Ursprünglich war Paul Scofield von George Pal vorgesehen, den Zeitreisenden zu spielen, bevor die Rolle schließlich an Rod Taylor vergeben wurde. Dieser wünschte sich Shirley Knight für die Rolle der Weena, bekam stattdessen mit Yvette Mimieux eine junge und unerfahrene Schauspielerin an seine Seite gestellt. Die zu Beginn der Dreharbeiten minderjährige Yvette Mimieux, die im Verlauf der Filmproduktion ihren 18. Geburtstag feierte, hatte zunächst sehr wenig praktische Erfahrung, lernte jedoch im Laufe der Dreharbeiten so schnell dazu, dass gegen Ende der Dreharbeiten einige eingangs aufgezeichneten Szenen mit besserem Ergebnis erneut gedreht werden konnten. Alan Young ist der einzige Darsteller, der sowohl in diesem Film als auch in der Neuverfilmung The Time Machine aus dem Jahr 2002 zu sehen ist. George Pal plante lange Zeit eine Fortsetzung des Films, lehnte dabei jedoch mehrere eingereichte Drehbücher ab. Auf der Zeitmaschine ist vermerkt „Manufactured by H. George Wells“, es ist der Autor des Romans Die Zeitmaschine. Die Miniatur-Ausgabe der Zeitmaschine ging in George Pals Privatbesitz über, ging jedoch bei einem Brand seines Hauses verloren. Georges Ankunft in der neuen Welt findet im Jahre 802701 statt, an einem 12. Oktober, dem Jahrestag der Entdeckung Amerikas durch Christoph Kolumbus im Jahr 1492.
Auf der im Jahr 2000 herausgekommenen DVD ist eine kleine Fortsetzung enthalten, in der George seinen Freund Filby einige Jahre später noch ein zweites Mal besucht.
Die Requisite der Zeitmaschine wurde 1971 bei einer Auktion versteigert.

## Nachwirkung
Im Film Die Gremlins hat die Zeitmaschine einen kurzen Auftritt: Während die Figur des Erfinders Randall Peltzer auf einer Erfindermesse mit der Mutter telefoniert, kann man im Hintergrund sehen, wie jemand gerade eine Zeitmaschine – genauso aussehend wie die aus George Pals Film – den umstehenden Leuten vorstellt und startet. Dann folgt ein kurzer Schnitt zur Mutter und wieder zurück – und man sieht, dass die Zeitmaschine plötzlich verschwunden ist und die Umstehenden ungläubig den Boden absuchen.
Die Simpsons zeigen in Folge 13 der 18. Staffel, dass Professor Frink ebenfalls mit einer gleichartigen Zeitmaschine durch die Zeit reist, um sein altes Ich davon abzuhalten, sein Leben der Forschung zu widmen.
Die 14. Folge der US-amerikanischen Sitcom The Big Bang Theory ist dem Thema Zeitmaschine gewidmet. Die hierbei benutzte Zeitmaschine ähnelt der aus dem Film von 1960.
Im Film Kopfgeld – Einer wird bezahlen rekurriert der Entführer eines Kindes in einem Gespräch mit dem Vater des Kindes auf die Situation mit den Elois und den Morlocks. Der (reiche) Vater stehe für die Eloi und er, der Entführer, für die Morlocks, der durch das Lösegeld auch mal ans Licht will.

## Rezeption
Die Zeitmaschine erhielt ein gutes Presseecho, was sich auch in den Auswertungen US-amerikanischer Aggregatoren widerspiegelt. So erfasst Rotten Tomatoes überwiegend positive Besprechungen und ordnet den Film damit als „Frisch“ ein. Laut Metacritic fallen die Bewertungen im Mittel „Grundsätzlich Wohlwollend“ aus. Es folgen einige repräsentative Pressestimmen:

„Die zivilisationskritische Fabel ist naiv, die Spezialeffekte und Darsteller verleihen dem kleinen Science-Fiction-Film jedoch Interesse.“

„Vereinfachende Variation des Science-fiction-Klassikers von H. G. Wells […]. (Wertung: 3 Sterne=sehr gut)“

„Allzu sklavisch hielt sich Regisseur George Pals [sic!] natürlich nicht an H. G. Wells [sic!] berühmten utopischen Roman, doch das tut dem positiven Gesamteindruck dieses Streifens keinen Abbruch. Die Zeitmaschine war einer [sic!] der schönsten und liebevollsten Science-Fiction-Werke der frühen 1960er-Jahre, versehen mit einer verschwenderischen Ausstattung und perfekten Tricktechnik […]. Da das 800. Jahrtausend der Fantasie entsprechend viel Entfaltungsmöglichkeiten gab, sind Ausstattung und Dekorationen recht überzeugend und einfallsreich ausgefallen. Die Zeitmaschine ist zweifellos ein Höhepunkt im Werk des Regisseurs und Produzenten George Pal.“

„Mit einer Wehmut darin, die der Science-Fiction sonst ganz abgeht […] Ein berührender Film auf eine Weise, wie es die meisten dieser Sorte nicht einmal anstrebten.“

„unvergeßlich […] Und dann diese herrliche Zeitmaschine! Dieses viktorianische Dekor, die blinkenden Lichter der Anzeigen, die rotierende Kupferscheibe mit den wunderschönen Intarsien, der mit rotem Plüsch bezogene Sessel! Wie der Sitz eines luxuriösen Einspänners, um damit die Zeitlinie entlangzusausen.“

„The Time Machine ist ein detailverliebt ausgestatteter und für seine Zeit mit perfekten Tricks versehener Film, auch wenn die Monster ein wenig aussehen wie Schlenkerpuppen mit Glühlämpchen in den Augen.“

Der Film wurde 1961 mit dem Oscar für die besten Spezialeffekte ausgezeichnet. Im selben Jahr wurde er für den Hugo Award in der Kategorie Best Dramatic Presentation nominiert.

## Medien

### Super-8-Veröffentlichungen
Die erste Heimkino-Veröffentlichung gab es von UFA/ATB (Essen) Anfang der 1980er-Jahre (3 × 110 m Color-Tonfilm (Schnittfassung, Gesamtlänge ca. 50 min.)); in den 1990er-Jahren folgte dann noch von Derann aus Großbritannien eine Komplettfassung auf 6  × 120 m Color-Tonfilm; beide Versionen sind gesuchte Raritäten in der Super-8-Spielfilm-Sammlerszene und erzielen regelmäßig vergleichsweise hohe Preise, sofern sie überhaupt noch online auf entsprechenden Marktplätzen bzw. auf Sammlerbörsen angeboten werden.

### DVD-Veröffentlichung
H. G. Wells Die Zeitmaschine. Turner Entertainment Co. und Warner Home Video GmbH 2000

### Soundtrack
Peggy Lee schrieb den Titel The Land Of The Leal für den Film, welcher jedoch nicht für die Produktion genutzt wurde.
- Russell Garcia: The Time Machine. Original Motion Picture Score. GNP/Crescendo/ZYX, 1987, Tonträger-Nr. GNPD 8008 – Filmmusik-Neueinspielung unter der Leitung des Komponisten
- Russell Garcia: The Time Machine. Original Motion Picture Soundtrack. Film Score Monthly Records Vol.8 Nr.13 (Ltd.Edition 3000 Copies) – Originalaufnahme von 1960.

### Dokumentarfilme
- The Fantasy Film Worlds of George Pal. Dokumentation von Arnold Leibovit, USA 1985/2000
- Time Machine – The Journey Back. Dokumentation von 7th Voyage Productions (Bob Burns), USA 1993